# Reichsbruderschaft Jesu Christi
Die Reichsbruderschaft Jesu Christi ist eine christlich-chiliastische Glaubensgemeinschaft.

## Geschichte
Gründer und geistiger Führer der Bewegung war Abram Poljak (1900–1963). Er stammte aus dem osteuropäischen Judentum und kam als Kind mit seinen Eltern nach Deutschland. Bis 1933 war er als Journalist tätig und wurde dann von der Gestapo verhaftet. Als er überraschend frei wurde, sah er darin eine wunderbare Errettung durch Jesus, den Messias des jüdischen Volkes.
1935 gründete er in Jerusalem die Judenchristliche Union. In den folgenden Jahren versuchte er in verschiedenen europäischen Ländern Anhänger für seine Idee einer judenchristlichen Kolonie zu werben. Im Mai 1940 wurde er in England interniert. Nach seiner Entlassung im März 1944 ging er nach London, um dort Die Judenchristliche Gemeinde aufzubauen. Im Sommer 1945 wurde dieser Kreis durch die Aufnahme von Heidenchristen erweitert.
Im Dezember 1950 fand in Jerusalem eine judenchristliche Konferenz statt, doch die dort gegründete Union messianischer Juden zerbrach bereits 1951. Umso mehr Erfolge hatte Poljak jetzt in Europa. Besonders erfolgreich war er auf einer Vortragsreise durch die Bundesrepublik Deutschland, woraufhin er sich wieder in Deutschland niederließ. Im Juni 1952 wurde in Basel der neue Name Juden-christliche Reichsbruderschaft gewählt, der 1954 in Reichsbruderschaft Jesu Christi umgeändert wurde. 1953 und 1954 gelangen Großveranstaltungen mit mehreren tausend Teilnehmern in Stuttgart. Die vorausgesagten spektakulären Geschehnisse in Politik und Heilsgeschehen blieben jedoch aus.
Poljak zog sich 1955 nach Möttlingen zurück und gründete dort mit einigen Freunden eine Siedlung, wo er auch die Zeitschrift Judenchristliche Gemeinde herausgab. Wiederholt musste sich Poljak, der zudem am 15. April 1960 einen Schlaganfall erlitt, von Mitarbeitern distanzieren. Im September 1962 wurde erstmals in Israel ein Stück Land erworben, das aber für die Gründung einer Siedlung nicht ausreichte. 
Da die Glaubensgemeinschaft in Deutschland faktisch nicht mehr vorhanden war, gründete Poljak im Oktober 1962 die erste Gruppe der Reichsbruderschaft in Deutschland neu. 1963 fand Poljak im Negev einen geeigneten Platz für eine Siedlung und eröffnete nach seiner Rückkehr nach Deutschland ein Siedlungskonto Israel. 
Poljak starb am 28. Oktober 1963. Der neue Leiter der judenchristlichen Gemeinde wurde Albert von Springer.

## Lehre und Organisation
Wesentliches Merkmal der Lehre Poljaks ist die große Naherwartung. Poljak stellte deshalb auch Berechnungen zum Jüngsten Tag an: 1954 werde Christus wiederkommen und 1994 werde Christus aller Welt sichtbar werden. Immer wieder zog sich durch seine Prophezeiungen auch der Grundgedanke, dass die satanischen Kräfte die Kirche und den Staat Israel vernichten werden.
Das jüdische Volk sei wegen der Kreuzigung Jesu vorübergehend verworfen worden. Die bereits mit der Erwählung Israels beginnende Geschichte der judenchristlichen Kirche habe deshalb zunächst nicht fortgesetzt werden können. Die nun von Paulus begründete Kirche der Heidenchristen (die „Leibesgemeinde“) sei aber von Kaiser Konstantin und dem von ihm gegründeten „kaiserlichen Christentum“ beeinträchtigt worden. Sie werde bei der ersten Wiederkunft Christi beendet (entrückt). Dann sei die Stunde der Judenchristen mit einer neuen, jüdischen Kirche gekommen, beginnend mit der Judenchristlichen Gemeinde (der „Reichsgemeinde“). 
Diese Gemeinde nimmt zwar auch Nichtjuden als Mitglieder mit vollen Rechten auf, verbietet aber deren Beitritt zu einer Kirche. Israel selbst müsse, bevor es sich bekehre, noch durch Harmagedon hindurch. Erst dann werde das Tausendjährige Reich beginnen.
Die Taufe überließ Poljak jedem Einzelnen, die Kindertaufe lehnte er ab und schuf an ihrer Stelle eine als Darbringung bezeichnete Kindersegnung. Das Abendmahl wird gefeiert.
An der Spitze der Organisation steht ein Ältestenrat mit einem Präsidenten.

## Entwicklung
Außer in Möttlingen entstanden weitere Zentren der Gemeinschaft in Breganzona (1955), auf einem Gut bei Valence (1960) und nördlich von Straßburg (1962). Schon zu Lebzeiten Poljaks stagnierte die Bewegung. Danach wurde aufgrund von Auseinandersetzungen und Ausschlüssen auf einen Rückgang geschlossen. Die Mission beschränkte sich auf Vorträge und den Vertrieb von Schriften und Schallplatten.
Die Reichsbruderschaft ist in Hauskreisen organisiert. Die Zahl ihrer Mitglieder wird als sehr gering eingeschätzt, genaue Zahlen liegen nicht vor. Laut einer privaten Webseite soll ein Insider sie mit ca. 30, vornehmlich sehr alten Mitgliedern angeben.